# Al-Fauz az-Zauf
Al-Fauz az-Zauf – wieś w Syrii, w muhafazie Idlib. W 2004 roku liczyła 743 mieszkańców.